# Morro do Pico
O Morro do Pico é o ponto mais alto de Fernando de Noronha, arquipélago pertencente ao estado brasileiro de Pernambuco.
Com 323 metros de altura, é o cume de um grande sistema de montanha submarina de origem vulcânica que se ergue do chão do oceano a cerca de 4.000 metros de profundidade. A origem do vulcão Fernando de Noronha tem sido estimada entre 1,8 e 12,3 milhões de anos.